# CBS News
CBS News ist die für Nachrichtensendungen zuständige Abteilung der zum US-amerikanischen Medienkonzern CBS Corporation gehörenden Rundfunkunternehmen Columbia Broadcasting System.
Die Sendungen werden im CBS Corporation Center in New York produziert. Geleitet wird CBS News von Jeff Farger, David Rhodes, Scott Pelley und Dan Farber.

## Intendanten
- Richard S. Salant (1961–1964)
- Fred W. Friendly (1964–1966)
- Richard S. Salant (1966–1979)
- Bill Leonard (1979–1982)
- Van Gordon Sauter (1982–1983)
- Ed Joyce (1983–1986)
- Van Gordon Sauter (1986)
- Howard Stringer (1986–1988)
- David W. Burke (1988–1990)
- Eric Ober (1990–1996)
- Andrew Heyward (1996–2005)
- Sean McManus (2005–2011)
- David Rhodes (2011–)

## Sendungen
Derzeitige Sendungen sind:
- CBS Evening News (seit 1941)
- CBS Evening News Plus (unbekannt)
- Face the Nation (seit 1954)
- 60 Minutes (seit 1968)

CBS-Journalistin Lara Logan von 60 Minutes im Gespräch mit Army Sgt. Chris Corbin in der Eglin Base Air Force Base 2013

- CBS News Sunday Morning (seit 1979)
- CBS Morning News (seit 1982)
- 48 Hours (seit 1988)
- CBS Overnight News (seit 2015)
- CBS Weekend News (seit 2016)
- 60 Minutes+ (seit 2021)
- CBS News Flash (seit 2021)
- CBS Mornings (seit 2021)
- CBS Saturday Morning (seit 2021)
- CBS News Mornings (seit 2022)
- CBS News Live (seit 2022)
- Red & Blue (seit 2022)
- Eye on America (seit 2022)
- Here Comes the Sun (seit 2022)
- Person to Person (seit 2022)
- CBS Reports (seit 2022)
- The Uplift (seit 2022)
- The Takeout (seit 2022)
- The Dish (seit 2022)
- Climate Watch (seit 2022)
- On the Road (seit 2022)